# Kungsbackaborna
Kungsbackaborna (Kbabo) är ett lokalt politiskt parti i Kungsbacka kommun. Partiet bildades 2006, och valde det tidigare moderata kommunalrådet Roger Larsson som ordförande. Sedan valet 2006 är partiet representerat i Kungsbacka kommunfullmäktige.
Kungsbackaborna vill verka för att göra ett bra Kungsbacka bättre. Målet är att prestigelöst driva olika frågor, som utvecklar och förbättrar vardagen.
"Vi vill inte fastna i en begränsad och trångsynt politisk partiskala som grundar sig på en partihandbok från Stockholm. Vi kan ha olika ideologier i botten med vi förenas i vår gemensamma syn på vad som är bäst för Kungsbacka kommun!", skriver partiet på sin hemsida.

## Valresultat
| År   | Röster | Procent | Mandat |
| ---- | ------ | ------- | ------ |
| 2006 | 2 444  | 5,59 %  | 4 / 61 |
| 2010 | 2 640  | 5,46 %  | 4 / 61 |
| 2014 | 2 312  | 4,46 %  | 3 / 61 |
| 2018 | 2 033  | 3,66 %  | 2 / 61 |
| 2022 | 2 051  | 3,60 %  | 2 / 61 |